# Oleksandr Șaparenko
Oleksandr Șaparenko (n. 16 februarie 1946, Stepanivka, Raionul Sumî, RSS Ucraineană, URSS) este un canoist ce a reprezentat Ucraina, medaliat olimpic. A participat la 3 ediții ale Jocurilor Olimpice (1968, 1972, 1976) în care a câștigat două medalii de aur și o medalie de argint.